# 矩阵群
在数学中，一个矩阵群（matrix group）G 由某个域 K（通常为了方便是固定的）上可逆方块矩阵组成，群运算分别为矩阵乘法与矩阵乘法的逆运算。更一般地，我们可考虑一个交换环 R 上的 n × n 矩阵（矩阵的大小限制为有限，因为任何群可表示为任何域上一个无限矩阵群）。线性群（linear group）是同构于一个域 K 上矩阵群的抽象群，换句话说，在 K 上有一个忠实有限维表示。
任何有限群是线性的，因为利用凯莱定理可以实现为置换矩阵。在无限群中，线性群组成有趣且易于处理的一类。非线性群的例子包括所有“足够大”群；例如一个无限集合的无限对称群。

## 基本例子
在一个交换环 R 上 n × n 矩阵集合 MR(n,n) 在矩阵加法与乘法下自身是一个环。 MR(n,n) 的单位群称为在环 R 上 n × n 矩阵的一般线性群，记作 GLn(R) 或 GL(n,R)。所有矩阵群是某个一般线性群的子群。

## 典型群
某些已被证明有研究价值或性质较好的矩阵群是所谓的典型群。当矩阵群的系数环是实数，这些群是典型李群。当底环是一个有限域，典型群是李型群。这些群在有限单群分类中起着重要的作用。

## 有限群作为矩阵群
任何有限群同构于某个矩阵群。这类似于凯莱定理说每个有限群同构于某个置换群。因为同构性质是传递的，我们只需考虑怎样从一个置换群构造一个矩阵群。
令 G 是在 n点 (Ω = {1,2,…,n}) 上的置换群，设 {g1,...,gk} 是 G 的一个生成集合。复数域上 n×n 矩阵的一般线性群 GLn(C) 自然作用在向量空间 Cn 上。设 B={b1,…,bn} 是  Cn 的标准基。对每个 gi 令 Mi 属于 GLn(C) 是将每个 bj 送到 bgi(j) 的一个矩阵。这就是如果置换 gi 将点 j 送到 k 则 Mi 将基向量 bj 送到 bk。  令 M 是 GLn(C) 中由 {M1,…,Mk} 生成的子群。G 在 Ω 上的作用恰好与 M 在 B 上的作用相同。可以证明将每个 gi 送到 Mi 的函数扩张成一个同构，这样每个置换群同构于一个子群。
注意到域（上面用的是 C）是无关的，因为 M 包含的元素矩阵分量只是 0 或 1。容易对任意域可做同样的构造，因为元素 0 和 1 在每个域中。
举一例，令 G = S3，3 个点的对称群。设 g1 = (1,2,3) 和 g2 = (1,2)，则
{\displaystyle M_{1}={\begin{bmatrix}0&1&0\\0&0&1\\1&0&0\end{bmatrix}}}
{\displaystyle M_{2}={\begin{bmatrix}0&1&0\\1&0&0\\0&0&1\end{bmatrix}}}
注意到 M1b1 = b2，M1b2 = b3 以及 M1b3 = b1。类似地，M2b1 = b2，M2b2 = b1 以及 M2b3 = b3。

## 表示论与特征标理论
线性变换与矩阵（一般地说）在数学中已被充分理解，在群的研究中被广泛使用。特别是表示论研究从一个群到一个矩阵群的同态与特征标理论研究从一个群到由一个表示的迹给出的一个域的同态。

## 例子
- 李群列表（英语：Table of Lie groups）、有限单群列表（英语：List of finite simple groups），以及單李群中有许多例子。
- 参见传递有限群列表（英语：List of transitive finite linear groups）。